# Вейцлер, Леонид Сергеевич
Леонид Сергеевич Вейцлер — советский театральный актёр. Звезда московской театральной сцены 50-60 годов XX века.

## Биография
Родился в 1906 году в Москве.
Потомок старинного немецкого дворянского рода, происходящего от германских рыцарей, в XVII веке перебравшегося в Россию, а в XIX веке отказавшегося от приставки "фон", как архаичной и принявшего православие.
Правнук статского советника Иоганна-Георга-Фердинанда фон Вейцлера (род, 1818). Внук коллежского асессора Фридриха-Юлиуса-Адамаа (Юлия Фердинандовича) фон Вейцлера (позде Вейцлера) (род.17 августа 1852 в Москве). Сын кавалергарда Сергея Юльевича Вейцлера (род. 8 марта 1880 в Москве, крещён в православной вере в Вознесенской церкви Сергиева Пасада)
В 1934 году — актёр Центрального театра Красной Армии.
С 1950-х годов — актёр Московского театра драмы и комедии.
С 1964 в труппе под руководством Юрия Любимова.
Ученик русского и советского актёра, театрального и кинорежиссёра, педагога, теоретика театра Алексея Дмитриевича Попова.
Актёр сначала в Центральном театре Красной (позже Советской, ныне Российской) Армии, а затем в Театре Драмы и Комедии на Таганке.
Участник фронтовых актёрских бригад в время Великой Отечественной войны (1941—1945).
Вот, что о нём вспоминает актёр Вениамин Смехов в своей книге воспоминаний «Театр моей памяти»:
«Леонид Вейцлер — актёр прекрасной школы, сверстник Ростислава Плятта, он остался в памяти чуть ли не образцом интеллигентности в театре. Начитанный, знающий человек. Ухитрялся даже в самых „пограничных“ ситуациях оставаться выше склок и выяснения отношений. Если выступал на собраниях, то темой себе избирал не обвинения, а защиту кого-то. Неглубокие люди объясняли эту черту артиста трусостью. Глупость! Ему нечего и некого было опасаться в его устойчивом авторитетном положении. Скорее всего, для человека его воспитания театр начинался и оканчивался сценой. Кулуары и закулисные кают-компании ему не ближе, чем публика в троллейбусе или в метро. Он совсем не бесчувствен, он абсолютно лишен высокомерия „надевшего шляпу“ интеллигента. Просто скандал в троллейбусе или сплетни в театре всегда заставали его соседом, очевидцем, но никак не участником».
Под руководством Леонида Вейцлера в юношеской театральной студии свои первые шаги в актёрской профессии делал артист Александр Белявский и многие другие российские артисты.
Был тонким знатоком живописи и музыки. Коллекционировал художественные альбомы. Знал несколько иностранных языков. Был дважды женат, обе жены были актрисами. Любил итальянское кино неореализма и французское кино новой волны.
Умер в 1966 году в такси, по дороге в театр на свой спектакль. Похоронен на Введенском кладбище.

## Семья
Первый муж актрисы Зои Фёдоровой.
Жена — Ирина Петровна Филиппова — актриса, умерла в 1991 году, похоронена вместе с мужем.
Сын — Вейцлер, Андрей Леонидович (1938—1975) — русский советский драматург, сценарист, поэт.
Внук — Вейцлер, Алексей Андреевич — русский советский журналист, фотохудожник, создатель и главный редактор первого русского журнала для мужчин «Андрей», первого глянцевого издания в СССР и постсоветской России

## Фильмография
- 1965 — Звонят, откройте дверь — эпизод